# スタテンアイランド・フェリー
スタテンアイランドフェリー（英語：Staten Island Ferry、スタテン島フェリー）は、ニューヨーク市マンハッタン区とスタテンアイランド区の間を航行するフェリー。

## 概要

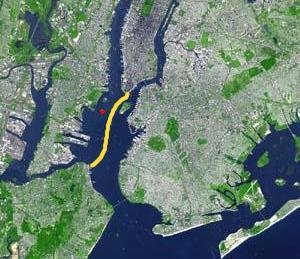
ニューヨーク港の航空写真に表示したアッパー・ニューヨーク湾を横切るフェリーのルート。（黄色）

フェリーは、バッテリー・パーク近くのマンハッタンの南端に位置する、ホワイトホール・ターミナルから出発し、スタテンアイランドのリッチモンド郡役所付近にある、セント・ジョージ・ターミナルへ到着する。フェリーは、365日24時間営業している。また、96パーセントは、時間通りに航行している。フェリーは、1905年からニューヨーク市が運営しており、5.2マイル（8.4㎞）の距離で、毎年2100万人を輸送している。
所要時間は約25分、料金は無料である。乗客は、どちらかに上陸しなければならず、沿岸警備隊などの規則により、往復する場合でも、一度ゲートの外へ出てからもう一度入らなければならない。自転車も積み込める場合がある。昔は、自動車も1台3ドルで輸送できたが、アメリカ同時多発テロ以来、許可されていない。
フェリーの料金は、もともとニューヨーク市地下鉄と同じ5セントだった。1948年に地下鉄の料金が10セントに値上げされてからも、そのままであった。1970年には、当時の市長、ジョン・リンゼイが25セントまで値上げすることを提案し、1975年8月4日に、25セントとなった。1990年には50セントまでにもなったが、1997年から無料化されている。無料化は2024年現在も継続中。
乗客は主に通勤客で、セント・ジョージ・ターミナルは、スタテンアイランド鉄道の終着駅であり、駐車場には、多くの人が車を駐車している。また、航行中に自由の女神像が見えることから、観光客にも人気がある。

## 現役の船隊

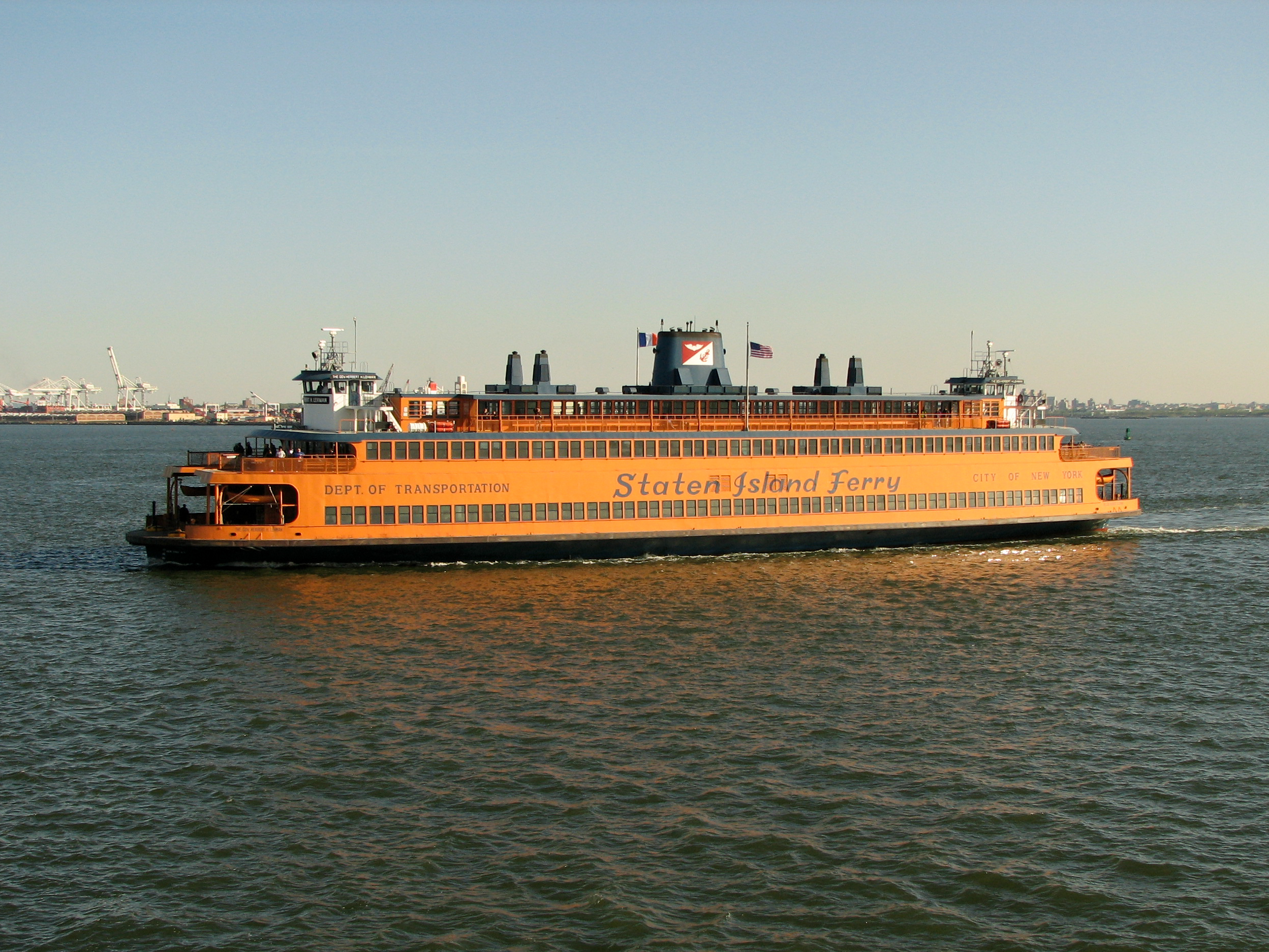
ケネディクラス

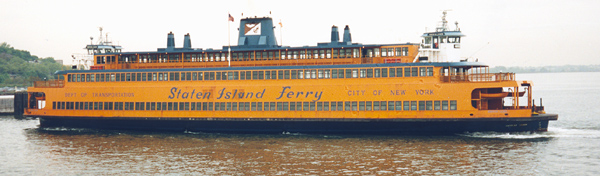
ケネディクラス（セント・ジョージ・ターミナルにて）

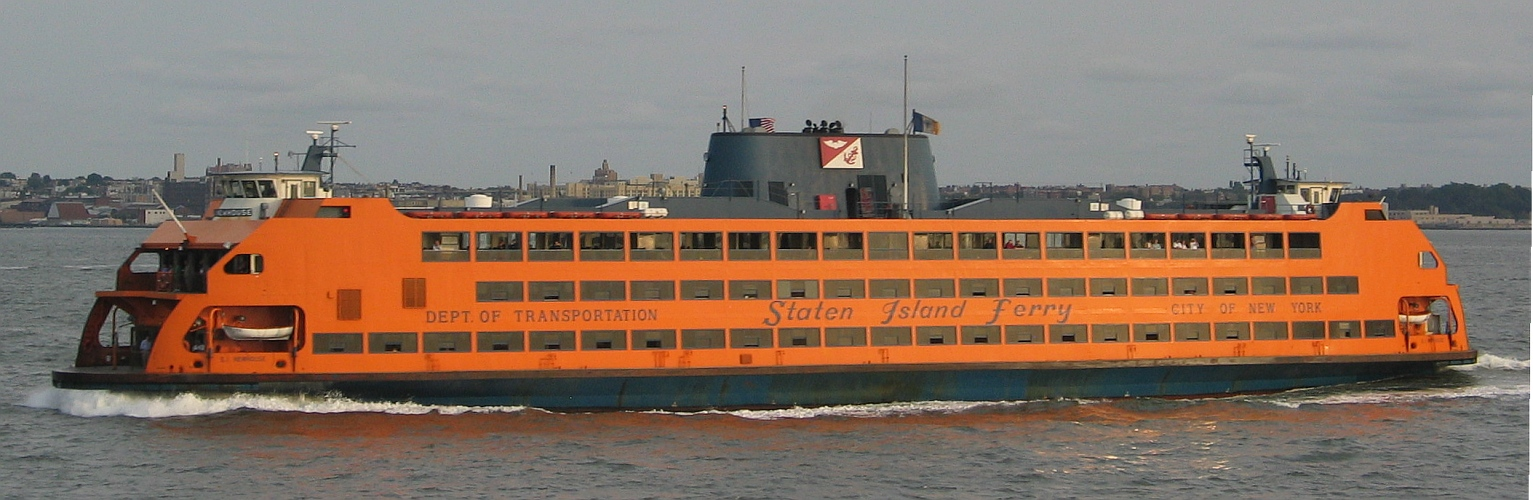
バーベリクラス（アッパー・ニューヨーク湾にて）

スタテンアイランドフェリーは、5.2マイル（8.4㎞）の距離を約25分で、毎年1900万人以上もの乗客を輸送しており、24時間営業している。1日に5隻ほどの船で、約104回航行し、7万5千人を輸送している。年間では、3万3千回以上も航行している。
ラッシュアワーでは、通常15〜20分間隔で運行しており、昼間や夜間は30分間隔まで減便される。深夜・早朝には60分間隔になる。週末は、30分、60分間隔で運行されていたが、2006年11月から午前中は30分間隔となった。これは、歴史的に大きな変化である。
現在、現役の船舶は、4種類の8隻である。
- ケネディ・クラス（ジョン・F・ケネディ、アメリカン・リージョン、ガバナー・ハーバート・H・リーマン）

1965年に建造。乗客定員：3500人、積載台数：40台、全長：297フィート（91メートル）、全幅：69フィート10インチ（21.3メートル）、喫水：13フィート6インチ（4.1メートル）、総トン数：2,109トン、航海速力：16ノット（30㎞/h）、エンジン：6,500馬力（4.8MW）。
- バーベリ・クラス（アンドリュー・J・バーベリ、サミュエル・I・ニューハウス）

1981、1982年に建造。乗客定員：6000人、積載台数：0台、全長：310フィート（94メートル）、全幅69フィート10インチ（21.3メートル）、喫水：13フィート6インチ（4.1メートル）、総トン数：3,335トン、航海速力：16ノット（30㎞/h）、エンジン：7,000馬力（5.2MW）。
- オースティン・クラス（アリス・オースティン、ジョン・A・ノーブル）

1986年に建造。乗客定員：1280人、積載台数：0台、全長207フォート（63メートル）、全幅40フィート（12.2メートル）、喫水：8フィート6インチ（2.6メートル）、総トン数：499トン、航海速力：16ノット（30㎞/h）、エンジン：3,200馬力（2.4MW）
- モリナリ・クラス（ガイ・V・モリナリ、セナター・ジョン・J・マルチ、スピリット・オブ・アメリカ）

乗客定員：4500人、積載台数：40台。マニトウォク・マリン・グループにより、古いニューヨークのフェリーを再現して建造された。最初に建造されたのは、ガイ・V・モリナリ号で、スタテンアイランド区長などをつとめたガイ・V・モリナリの名をとって命名された。同船は2005年に就航した。第2船は、ニューヨーク州議会議員のジョン・マルチの名をとっている。第3船であるスピリット・オブ・アメリカは、フェリーがB&O鉄道からニューヨーク市に引き継がれたことの100周年を記念し、2005年10月25日に就航した。

## 主なトラブル
- 1958年2月8日、ドンガンヒルズにノルウェーのタンカー、タインフィールドが衝突し、15人が負傷した[4]。
- 1978年11月7日、アメリカン・リージョンが濃霧の中、リバティ港に衝突し、173人が負傷した[5]。
- 1981年5月16日、アメリカン・リージョンが、ノルウェーの貨物船に衝突された。
- 1986年7月7日、狂ったフアン・ゴンザレスが、2フィートの刃物で乗客を襲い、2人が死亡、9人が負傷した[6]。
- 1995年4月12日、アンドリュー・J・バーベリが、セント・ジョージに機械の故障により衝突し、数人が負傷した。
- 1997年9月19日、スタテン島の埠頭で、ジョン・F・ケネディから車が突っ込み、ドライバーと甲板員が軽傷を負った[7]。
- 2003年10月15日、午後3時21分、アンドリュー・J・バーベリが、セント・ジョージ・ターミナルの東端の桟橋と衝突し、一番下の客室が引き裂かれ、11人が死亡、たくさんの人が負傷した。詳細は「2003年スタテンアイランドフェリー衝突事故」参照。アンドリュー・J・バーベリは、修理後、2004年7月1日に再び就航している。
- 2004年3月7日、スポルディング・グレイの遺体が2人によってイースト川で発見された。スタテンアイランドフェリーから飛び込み、自殺したとみられる。
- 2009年7月1日、午後7時9分、ジョン・J・マルチが、パワーを失い、セント・ジョージ・ターミナルへ全速力で衝突し、15人が軽傷を負った[8][9]。
- 2009年11月6日、マンハッタンのフェリーターミナルにて、乗客が出発しかけた船に乗るため、ドアを開けようとし、暴動が起きた。1人が逮捕され、3人が軽傷を負った。
- 2010年5月8日、アンドリュー・J・バーベリがセント・ジョージ・ターミナルへ接近する際、逆推進が効かなくなり、減速できず、埠頭に衝突した。37人が負傷した[10]。

## 大衆文化におけるスタテンアイランドフェリー

### 映画・テレビ
- ワーキング・ガール